# Glaresis mendica
Glaresis mendica es una especie de coleóptero de la familia Glaresidae.

## Distribución geográfica
Habita en México y en Estados Unidos.